# Greatest Hits (musikalbum av The Offspring)
Greatest Hits är ett greatest hits-album av det amerikanska punkrocksbandet The Offspring. Albumet, som innehåller några av bandets populäraste singlar genom tiderna, släpptes internationellt den 20 juni 2005 och dagen därpå i Nordamerika. Av bandets singlar valdes "The Meaning of Life", "I Choose", "She's Got Issues" och "Million Miles Away" bort från att släppas på detta album. Det var bandmedlemmarna själva som valde vilka låtar de ville ha med på Greatest Hits. Från början ville The Offspring släppa ett coveralbum och det var en av anledningarna till att de spelade in "Next to You" av The Police. Trots att de var nöjda med denna låt kände de inte att den representerade det album de ville lansera så de skrev kort därefter "Can't Repeat", som de valde att också inkludera på albumet.
En knapp månad efter att detta album släpptes valde The Offspring att släppa en musikvideo-DVD vid namn Complete Music Video Collection. Detta gjorde bandet för att komplettera detta album med tillhörande musikvideor. Musikvideor till de fjorton låtarna på albumet och även musikvideor till låtar som inte kom med på detta album släpptes på DVD:n. En sångbok för Greatest Hits publicerades den 1 mars 2006 av Hal Leonard Corporation. En trettio sekunder lång TV-reklam skapades av Scorch London för att marknadsföra albumet.

## Låtlista
Alla låtar är skrivna och komponerade av The Offspring, om inte annat anges. 
| Nr  | Titel | Album                    | Längd |
| --- | --- | ------------------------ | ----- |
| 1.  | Can't Repeat                                                                                                  | Tidigare outgiven        | 3:24  |
| 2.  | Come Out and Play (Keep 'Em Separated) (tillsammans med Jason "Blackball" McLean)                             | Smash                    | 3:17  |
| 3.  | Self Esteem                                                                                                   | Smash                    | 4:17  |
| 4.  | Gotta Get Away                                                                                                | Smash                    | 3:51  |
| 5.  | All I Want | Ixnay on the Hombre      | 1:54  |
| 6.  | Gone Away | Ixnay on the Hombre      | 4:27  |
| 7.  | Pretty Fly (for a White Guy) (tillsammans med Chris Higgins (X-13), Heidi Villagran och Nika Futterman Frost) | Americana                | 3:08  |
| 8.  | Why Don't You Get a Job?                                                                                      | Americana                | 2:49  |
| 9.  | The Kids Aren't Alright                                                                                       | Americana                | 3:00  |
| 10. | Original Prankster (tillsammans med Redman)                                                                   | Conspiracy of One        | 3:41  |
| 11. | Want You Bad                                                                                                  | Conspiracy of One        | 3:22  |
| 12. | Defy You | Orange County-soundtrack | 3:48  |
| 13. | Hit That | Splinter                 | 2:48  |
| 14. | (Can't Get My) Head Around You (innehåller gömd låt)                                                          | Splinter                 | 5:57  |

| 1. | The Kids Aren't Alright (Wiseguys Remix) | Vissa versioner av "She's Got Issues" | 4:57 |

| 1. | Da Hui | Splinter | 1:42 |

| 1. | Spare Me the Details | Splinter | 3:24 |

### DVD- och DualDisc-utgåvor
I DVD-/DualDisc-utgåvorna av albumet finns alla låtarna i 5.1-ljud och en video där Dexter Holland och Noodles pratar om alla låtarna och en video där de spelar "Dirty Magic" från albumet Ignition akustiskt.

### Gömda låtar
Om man väntar i drygt en minut efter det att låten "(Can't Get My) Head Around You" tagit slut börjar låten "Next to You" att spela. Denna låt är ursprungligen skriven av Sting och versionen på detta album är en cover på The Polices version av låten.